# MTK (trio musical)
Grupo MTK é um trio musical brasileira formado por Meucci, Agatha e Tasdan. É conhecido por hits como "Idas e Vindas" (19 milhões de visualizações no YouTube), "Alcool na Madrugada" e "Se Você Vier" e também pelo álbum "Recores". É contratado da gravadora Sony Music Brasil. 

## Carreira
Meucci, Agatha e Tasdan formaram o grupo MTK em 2016 como artistas independente, em 2018 emplacou seu primeiro hit, Idas e Vindas, e no mesmo assinou contrato com a gravadora Sony Music. Entre as canções de maio sucesso do grupo estão Despedida, Lá em casa, Original MTK #1, "Problemão" e "A gente dá bom", cada um delas acumula milhões de visualizações no YouTube. A estreia de clipes do grupo Problemão e Se Você Vier foi feita através do programa MTV Hits. No dia 1 de abril de 2021, o grupo lançou o seu primeiro álbum visual Recores pela Sony Music Brasil, o disco conta com 11 faixa, cada um com um clipe.

## Discografia

### Albuns
- Original MTK (2019) EP
- Recores (2021) Álbum visual

### Singles
- Idas e Vindas[5]
- Original MTK #1 - Exceção
- Álcool na Madrugada[6]
- Pode Me Esperar
- Perco a Hora
- Tudo Igual